# Kouřim
Kouřim là một thị trấn thuộc huyện Kolín, vùng Středočeský, Cộng hòa Séc.